# Horacio Rodríguez Larreta
Horacio Antonio Rodríguez Larreta (Buenos Aires, 29 ottobre 1965) è un politico ed economista argentino, capo del governo della città autonoma di Buenos Aires dal 2015 al 2023.
Nel Partito Giustizialista è stato direttore generale dell'ANSES e controllore del PAMI. Ha fondato il Gruppo Sophia per formare leader politici e, da quel centro, ha accompagnato Mauricio Macri nella fondazione del partito Proposta Repubblicana (PRO), vincitore alle elezioni esecutive della Città di Buenos Aires nel 2007, 2011, 2015, 2019 e 2023 e nelle elezioni presidenziali del 2015. Nel febbraio 2023 ha lanciato la sua candidatura presidenziale, anche se ha finito per perdere le elezioni contro la sua rivale Patricia Bullrich alle primarie del 2023.

## Biografia
Horacio Rodríguez Larreta è nato a Buenos Aires il 29 ottobre 1965, figlio di Horacio Rodríguez Larreta (1934-2004) e di María Cristina Díaz Alberdi (1940). All'età di cinque anni gli è stato diagnosticato il tremore essenziale, un disturbo del sistema nervoso che provoca movimenti involontari delle mani. Il padre era di origine basca discendente da una ricca famiglia di proprietari terrieri di Gipuzkoa, membro di spicco del Movimento per l'Integrazione e lo Sviluppo e presidente del Racing Club; il suo prozio, l'omonimo Horacio Rodríguez Larreta (1871-1935) fu procuratore generale dell'Argentina durante la presidenza di Marcelo Torcuato de Alvear. Larreta discende anche dalla famiglia Leloir, una ricca famiglia di franco-argentini che un tempo possedeva le terre che oggi sono il Parque Leloir, a Ituzaingó, Buenos Aires, e dalla famiglia Unzué (attraverso Mariano Unzué), ex proprietari dell'ormai demolito Palacio Unzué. 
Ha terminato il liceo presso la Escuela Argentina Modelo e si è laureato in economia presso l'Università di Buenos Aires nel 1988, quindi ha ottenuto un Master in Business Administration presso la Harvard Business School. È tornato in Argentina nel 1993.

## Sindaco di Buenos Aires

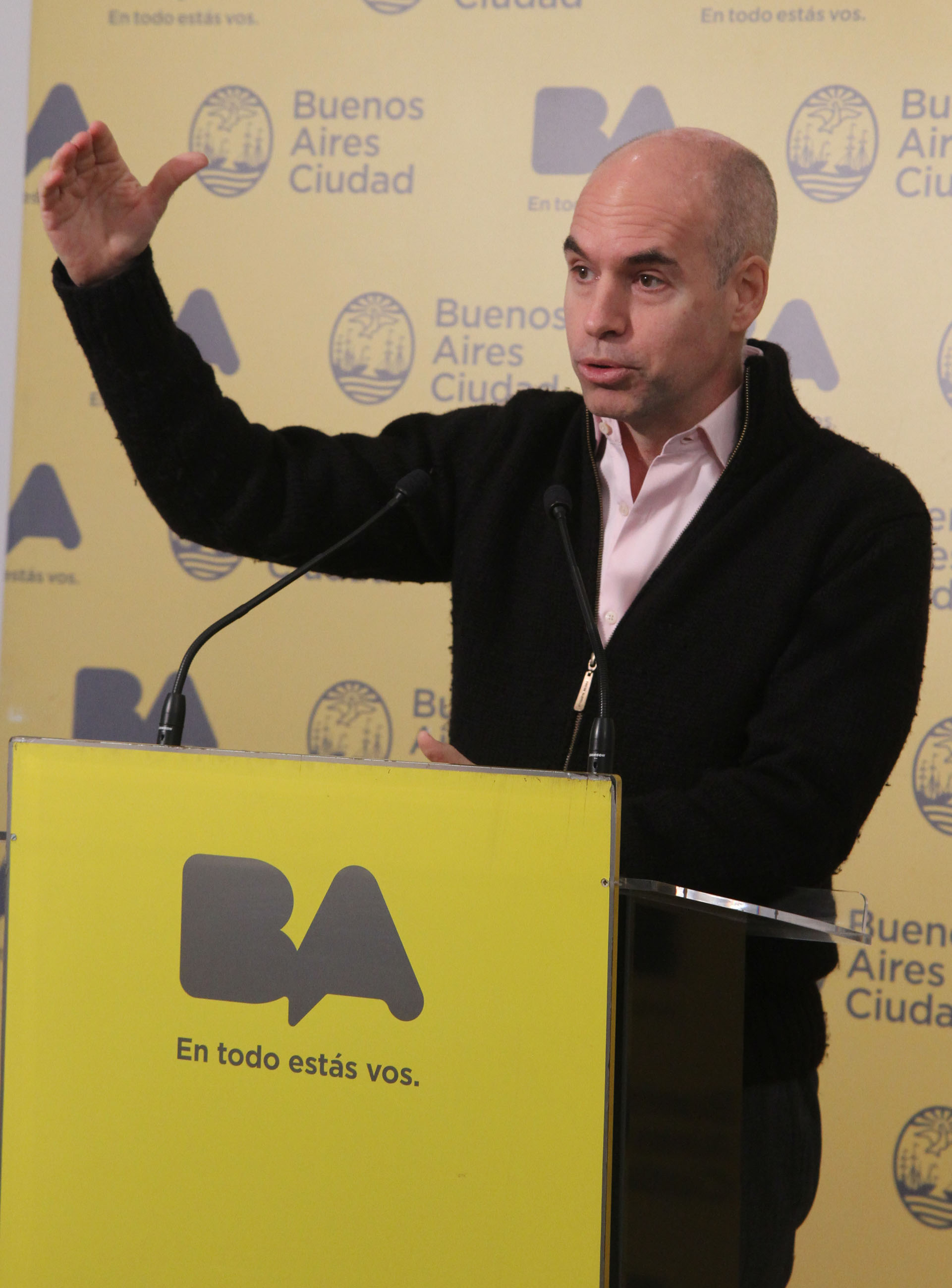
Rodríguez Larreta in una conferenza stampa dopo una riunione settimanale del gabinetto di Buenos Aires presso l'Orto Botanico (2012)

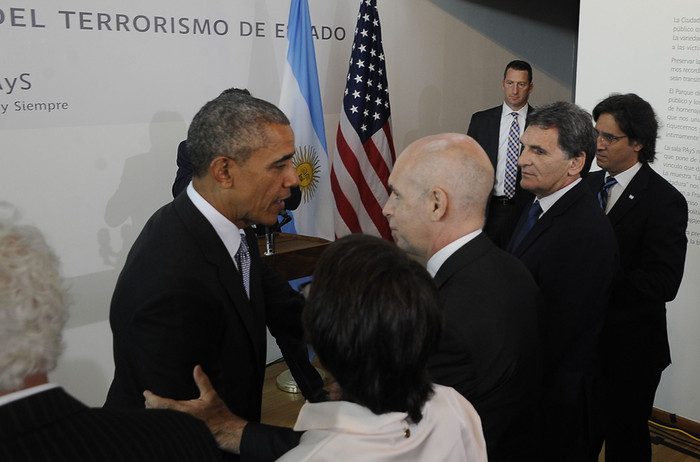
Rodríguez Larreta con l'allora presidente degli Stati Uniti Barack Obama, nel 2016

Alle elezioni primarie del 26 aprile 2015, Rodríguez Larreta ha gareggiato con Gabriela Michetti, senatrice nazionale per la città di Buenos Aires per definire chi avrebbe guidato il PRO alle elezioni generali per la città di Buenos Aires. Da parte sua, Macri ha dato il suo sostegno alla candidatura di Larreta, che è stato il vincitore con il 60% dei voti alle primarie, oltre il 47,34% ottenuto dalla PRO.
Larreta ha voluto al suo fianco come vice Diego Santilli per le elezioni generali del 5 luglio 2015, le prime elezioni nella città di Buenos Aires in cui è stata utilizzata un'unica scheda elettronica. Alle elezioni ha gareggiato contro il candidato del Fronte per la Vittoria, Mariano Recalde e contro il candidato dell'ECO (Energía Ciudadana Organizada) Martín Lousteau. Ha trionfato con il 45,5% dei voti, seguito dal candidato ECO, Martín Lousteau, che ha ottenuto il 25,5% dei suffragi. Poiché nessuno superava il 50%, il secondo turno tra le due forze che hanno ottenuto il maggior numero di voti alle elezioni generali si è tenuto il 19 luglio. Larreta è uscito nuovamente vincitore ed è stato eletto capo del governo con il 51,6% dei voti contro il 48,4% di Martín Lousteau e il 5% di schede bianche. Così, Horacio Rodríguez Larreta è diventato il nuovo capo del governo della città di Buenos Aires per il periodo 2015-2019.
Nel 2018 la Fondazione Konex gli ha conferito un Konex Award - Diploma di Merito come uno dei più importanti Amministratori Pubblici dell'ultimo decennio in Argentina.
Nel 2019 si è candidato per rinnovare nuovamente la sua carica insieme a Diego Santilli come candidato a Vice Capo e incorporando membri dell'UCR e dell'ARI alla possibile combinazione di futuri ministri.  È stato rieletto al primo turno, senza ballottaggio, con il 55,9% dei voti contro il suo principale rivale Matías Lammens che ha ottenuto il 35% dei voti. Al terzo posto c'era Matías Tombolini con il 5,3% e al quarto Gabriel Solano con il 3,6%.

## Vita privata
Nel 2000 si è sposato con l'organizzatrice di eventi Bárbara Diez de Tejada Benítez, dalla quale si è separato nel 2020 e ha avuto due figlie, Paloma (nata nel 2002) e Serena (nata nel 2016), oltre a Manuela Calderón (nata nel 1996), figlia maggiore di Diez. Nel 2022 ha cominciato a fare coppia con Milagros Lucía Maylin, segretaria del Benessere Integrale del Ministero della Salute della Città di Buenos Aires tra il 2021 e il 2022 che si è dimessa dalla sua posizione quando il corteggiamento è stato ufficializzato. Lei è figlia di un produttore di assicurazioni denarista deceduto. La coppia si è sposata il 27 novembre 2024.